# MMIC

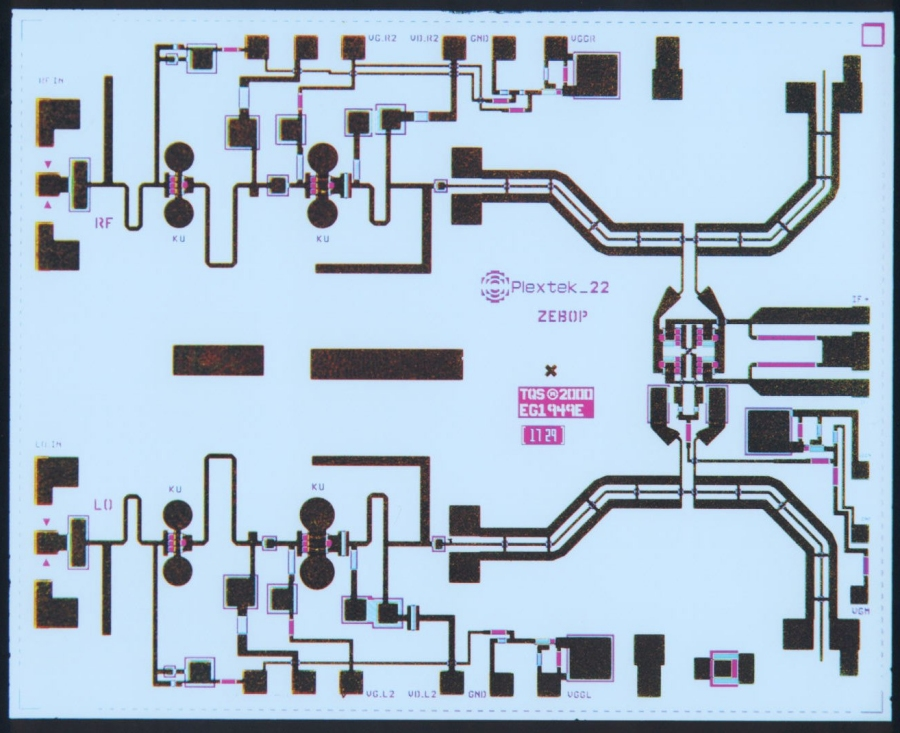
Приклад MMIC

Напівпровіднико́ва ІС НВЧ діапазо́ну (англ. Monolithic microwave integrated circuit, MMIC) — тип інтегральної схеми, який працює в діапазоні надвисоких частот (від 300 МГц до 300 ГГц). Ці пристрої, як правило, виконують такі функції, як НВЧ-змішування, підсилення потужності, підсилення з низьким рівнем шуму і ВЧ-перемикання. Входи і виходи на пристроях MMIC часто узгоджені з хвильовим опором 50 Ом. Це робить їх простішими у використанні, бо каскадування MMIC вже не вимагає зовнішніх узгоджувальних схем. Крім того, мікрохвильове випробувальне обладнання в більшості випадків призначене для роботи з хвильовим опором 50 Ом.
MMIC дозволило поширити використання високочастотних пристроїв в таких масових виробах, як мобільні телефони. MMIC були спочатку виготовлені з використанням арсеніду галію (GaAs). Проте швидкість технологій на основі кремнію поступово збільшувалася, і MMIC тепер також можуть бути виготовлені в технології Si. Основна перевага технології Si є його низька вартість виготовлення в порівнянні з GaAs. Діаметри кремнієвої пластини більше, (зазвичай 8" або 12" у порівнянні з 4" або 6" для GaAs) та витрати на пластині нижче.